# Водица (област Варна)
 За другото българско село вижте Водица (Област Търговище).  
Водица е село в Североизточна България. То се намира в община Аксаково, област Варна.

## География
Селото е разположено между с. Любен Каравелово и с. Засмяно. Релефът е равнинен. Селцето разполага с девет чешми. През него протича р. Суха река.
Телефонен код 05118.

## История
Първите българи в селото са преселници от небезизвестните села Еркеч (дн. Козичино) и Голица, които дават характерния вайковски облик на населението. Интересни данни за нравите, жителите и топонимията на селото се намират в Притурка на Варненски общински вестник от 1933 г.
Старите имена на селото са Суджаскьой и Аязмя. На границите му се намира лобното място на Георги Петлешев което е отбелязано с паметник на партизанина.
През 1952 г. се отпечатва седмичника "Сталински подем", орган на политотдела при МТС в село Водица. Редактира се от журналистическа бригада от вестник "Сталинско знаме" във Варна и се разпространява в 1500 екземпляраот 7 юли до 13 август 1952.

## Население
Численост на населението според преброяванията през годините:
| \| Година на преброяване \| Численост \| \| --------------------- \| --------- \| \| 1934 \| 938 \| \| 1946 \| 874 \| \| 1956 \| 797 \| \| 1965 \| 698 \| \| 1975 \| 557 \| \| 1985 \| 345 \| \| 1992 \| 344 \| \| 2001 \| 354 \| \| 2011 \| 205 \| \| 2021 \| 179 \| |           |
| Година на преброяване | Численост |
| 1934 | 938       |
| 1946 | 874       |
| 1956 | 797       |
| 1965 | 698       |
| 1975 | 557       |
| 1985 | 345       |
| 1992 | 344       |
| 2001 | 354       |
| 2011 | 205       |
| 2021 | 179       |

### Етнически състав

#### Преброяване на населението през 2011 г.
Численост и дял на етническите групи според преброяването на населението през 2011 г.:
|                     | Численост | Дял (в %) |
| Общо                | 205       | 100.00    |
| Българи             | 200       | 97.56     |
| Турци               | 4         | 1.95      |
| Цигани              | –         | –         |
| Други               | ?         | ?         |
| Не се самоопределят | ?         | ?         |
| Неотговорили        | –         | –         |

## Религии
Християнство.

## Обществени институции
Село Водица разполага с поща и читалище.

## Редовни събития
Всяка втора неделя на месец май, в центъра на селото има сбор.